# (30851) Reißfelder
(30851) Reissfelder, désignation internationale (30851) Reißfelder, est un astéroïde de la ceinture principale.

## Description
(30851) Reissfelder est un astéroïde de la ceinture principale. Il fut découvert le 2 octobre 1991 à Tautenburg par Lutz Dieter Schmadel et Freimut Börngen. Il présente une orbite caractérisée par un demi-grand axe de 2,16 UA, une excentricité de 0,04 et une inclinaison de 2,7° par rapport à l'écliptique.

## Compléments